# Красители

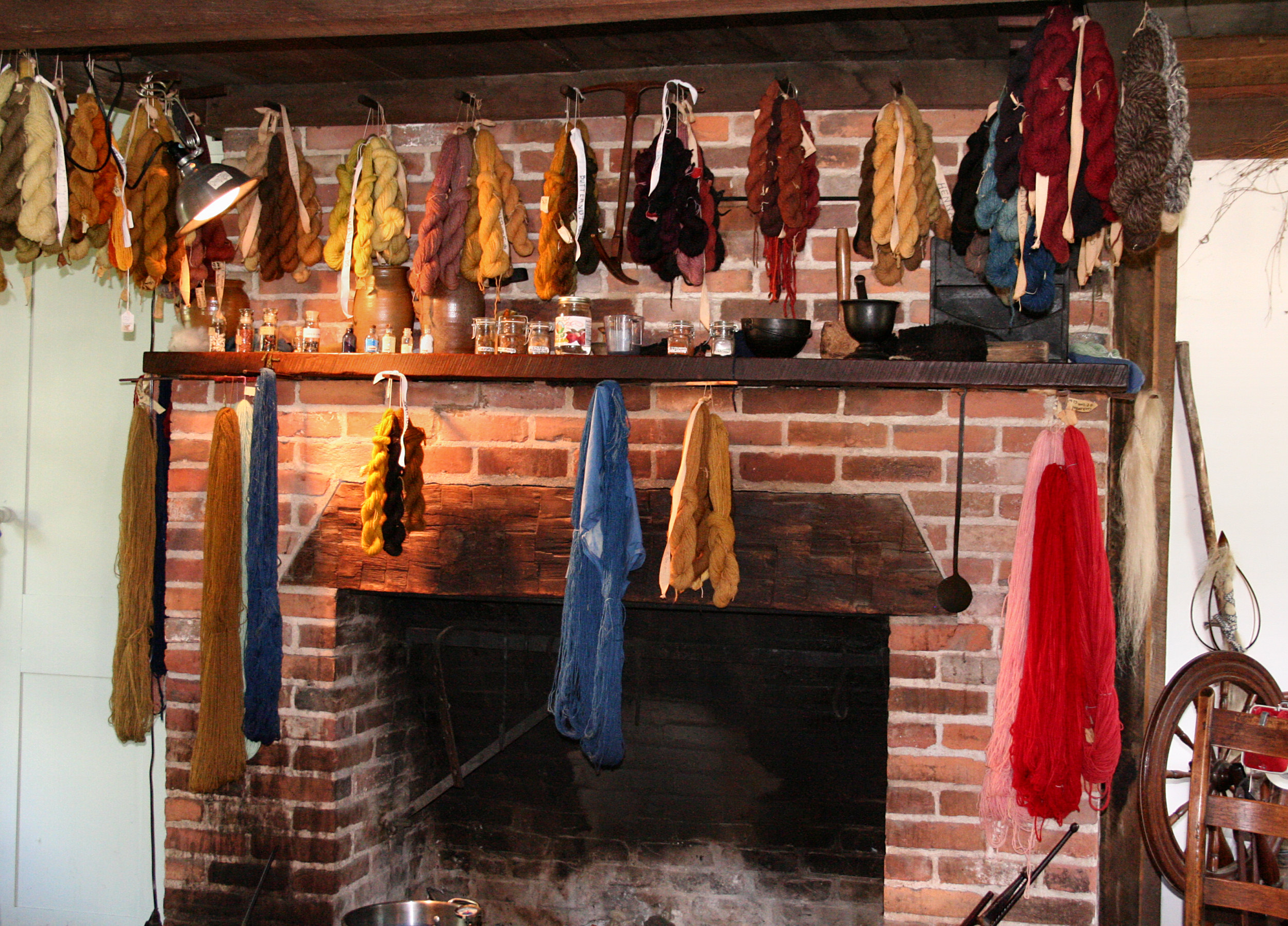
Пряжа, сохнущая после крашения

Краси́тели — химические соединения, обладающие способностью интенсивно поглощать и преобразовывать энергию электромагнитного излучения в видимой и в ближних ультрафиолетовой и инфракрасной областях спектра и применяемые для придания этой способности другим телам. Термин «краситель» своим происхождением обязан А. Е. Порай-Кошицу и был введён им в научную терминологию в 1909 году.
Отличительная особенность красителя — способность за счёт капиллярных и диффузионных процессов пропитывать окрашиваемый материал (например, текстиль, бумагу, мех, волосы, кожу, древесину, пищу — пищевые красители) и давать цвет по всему его объёму, фиксируясь тем или иным способом на активных центрах.
Термины «краситель» и «пигмент», хотя часто и используются как равнозначные, обозначают чётко различающиеся понятия. Красители растворимы в красильной среде (растворителе), а пигменты нерастворимы. В процессе окрашивания красители проникают внутрь материала и образуют более или менее прочную связь с волокнами; при использовании пигментов связь с окрашиваемым материалом обеспечивает связующее, а не пигменты. В красках цветообразующие агенты (в данном случае — пигменты) находятся в связующем (олифе, нитроцеллюлозе и др.), и свойства краски (за исключением цвета) зависят больше от связующего, чем от пигмента. Красители обычно — органические вещества; пигменты большей частью — мелкодисперсные порошки неорганических веществ, часто, оксидных соединений.

## История
Еще в глубокой древности человек использовал красители, чтобы окрасить свою одежду и предметы быта. Окрашивание текстиля восходит к эпохе неолита. Многие века люди использовали для окрашивания дорогое и дефицитное растительное или животное сырьё. Процесс получения таких красителей был очень трудоемким и долгим и, естественно, что красители в древности были ценными предметами роскоши. Например, знаменитый античный пурпур добывали из желез улитки багрянки. Чтобы получить чуть более грамма красителя требовалось около 10 000 улиток. Желтый краситель в Греции, Риме и на Востоке получали из шафрана. Краситель красного цвета — из корней растения марена, а алый краситель Кармин (Кошениль) добывали из высушенных тел самок червеца карминоносного — насекомого, паразитирующего на растениях из семейства кактусовых. Растительными источниками красителей были древесина, корни, ягоды, листья. Но в XIX веке природные красители уже совсем перестали удовлетворять потребностям интенсивно развивающейся текстильной промышленности. Настоящим прорывом было получение анилиновых красителей.
Существенным вкладом в развитие анилинокрасочной промышленности, которая пришла на смену дефицитному и дорогому природному сырью, было открытие русского химика, профессора Казанского университета Николая Зинина. В 1842 году Зинин впервые восстановил нитробензол в анилин. Его открытие позволяло получать анилин в промышленном масштабе.
В 1856 году синтетические красители на основе анилина получили независимо друг от друга английский химик-органик Уильям Перкин и польский химик Якуб Натансон. Перкин, окисляя технический анилин хромовой смесью, получил вещество фиолетового цвета — мовеин, а Натансон, нагревая анилин с безводным хлоридом олова, синтезировал ярко-красный краситель фуксин. В 1869 году немецкими химиками К. Гребе и К. Т. Либерманом был синтезирован красный краситель — ализарин, который в древности получали из корней марены. В 1883 году Адольф фон Байер синтезировал из динитрофенилдиацетилена индиго. К началу XX века синтетические красители почти полностью вытеснили натуральные. Появлялись новые соединения, количество синтетических красителей к концу XX века превысило уже 6500, из которых порядка 1500 красителей производили в промышленном масштабе.
Синтетические красители до сих пор называют анилиновыми, хотя с точки зрения химии это название давно устарело.

## Классификация красителей
Технологи, занимающиеся крашением, классифицируют красители по применению. Специалисты-химики, занимающиеся синтезом (производством) красителей и изучающие взаимосвязи между структурой и свойствами веществ, классифицируют красители по химической структуре. Так как термин «крашение» не охватывает всех способов придания цвета текстильным и другим материалам, более удобен термин «колорирование».

### Классификация красителей по применению для колорирования различных типов волокон[4]
В текстильной промышленности обычно используются красители восьми основных классов. Красители первых четырёх классов (прямые или субстантивные, сернистые, активные и кубовые) используются в основном для крашения целлюлозных волокон, например, хлопковых и вискозных. Кислотные и активные красители используются для крашения шерсти и полиамида, дисперсные — также для окраски полиамида и полиэфирных материалов, катионные-основные используют для окраски полиакрилонитрила. Для крашения шерсти применяются также кислотные металлокомплексные красители, которые обладают более высокой прочностью окраски и светопрочностью.

#### Краткая характеристика классов красителей
Наименее прочную окраску на целлюлозных волокнах дают прямые красители. Это связано с тем, что они присоединяются к волокну слабыми водородными и ионными связями. Такого типа связи разрушаются уже при действии воды или растворов мыла при 30-40°С. Для увеличения устойчивости окраски к мокрым обработкам ткань, окрашенную прямыми красителями, обрабатывают растворами специальных закрепителей — водорастворимых полимеров, которые, присоединяясь к волокну, препятствуют отделению от него молекул красителя.
Величина сродства прямых красителей к волокну связана с размером и формой их молекулы. Молекулы прямых красителей компланарны и имеют весьма большую длину. Кроме этого имеет значение совпадение расстояния между сульфогруппами в молекуле красителя и гидроксигруппами соседних звеньев макромолекулы целлюлозы. Крашение прямыми красителями производят чаще по периодическому способу. Для облегчения присоединения красителей к целлюлозному волокну в красильную ванну вводят 1-2 % кальцинированной соды (карбоната натрия) и 5-20 % поваренной соли (хлорида натрия) от массы окрашиваемого материала.
Активные (реактивные) красители придают целлюлозному волокну наиболее прочную окраску за счёт образования химической связи волокна с красителем. Молекула активного красителя состоит из хромофора — части, придающей красителю цвет, и активной группы, которая в условиях крашения реагирует с гидроксильной группой целлюлозы. Однако, в процессе крашения, а также при долгом хранении красителя часть активных групп вступает в конкурирующую реакцию с водой или с влагой воздуха и гидролизуется, утрачивая свою химическую активность. Таким образом для достижения прочной окраски необходимо по окончании крашения удалить с волокна гидролизованный краситель с помощью кипячения в растворе ПАВ. Химическое строение активной группы определяет температурные условия режима крашения. Так, например, трихлортриазиновые красители окрашивают целлюлозное волокно уже при 20-30°С, винилсульфоновые — при 60°С, а монохлортриазиновые — при 80°С. Молекулы активных красителей в противоположность молекулам прямых красителей невелики и компактны. Они содержат большое количество сульфогрупп, что придаёт им высокую растворимость в воде (100 г/л) и довольно низкое сродство к целлюлозному волокну. Поэтому использование их в периодическом способе крашения возможно только при высоком содержании нейтрального электролита (поваренной соли) в красильной ванне — до 70-80 г/л. С другой стороны активные красители более широко применяются в непрерывных способах крашения — плюсовочно-накатном (холодном), плюсовочно-запарном и плюсовочно-термофиксационном. Сущность этих способов крашения состоит в пропитке ткани концентрированным раствором активного красителя до требуемой величины привеса и химической фиксации красителя в первом случае — выдерживанием при комнатной температуре во влажном состоянии определённое время, в двух других случаях — обработкой перегретым паром или горячим воздухом. После крашения текстильный материал также следует подвергнуть воздействию раствора ПАВ для удаления гидролизованного красителя.
Следующим классом красителей, придающим целлюлозным волокнам прочную окраску, являются кубовые красители. Прочность окраски в этом случае изначально обусловлена их нерастворимостью в воде, ввиду отсутствия в молекулах ионных функциональных групп. Для придания кубовым красителям растворимости необходимо содержащиеся в их молекулах карбонильные группы восстановлением в щелочной среде перевести в енольные. Енольные формы красителей являются лейкосоединениями и обладают сродством к целлюлозным волокнам. После окончания процесса крашения лейко-соединения кубовых красителей окисляют в волокне до исходной нерастворимой хинонной формы. Не окисленную часть красителя удаляют с волокна обработкой кипящим раствором ПАВ. Высокая прочность окрасок кубовыми красителями к мокрым обработкам обусловлена также значительной величиной их молекул, а очень хорошая светостойкость связана с полицикличностью и ароматичностью их химического строения.
Ввиду того, что процесс крашения кубовыми красителями весьма трудоёмок из-за дополнительной стадии перевода красителя в растворимую форму, были разработаны их водорастворимые производные — кубозоли (СССР). Кубозоли представляют собой натриевые соли кислых сернокислых эфиров лейкосоединений кубовых красителей. Они хорошо растворимы в воде и, соответственно обладают существенно меньшим сродством к целлюлозным и белковым волокнам. Это позволяет получать более равномерные окраски слабых и средних интенсивностей. Под действием кислот и окислителей кубозоли на волокне переходят в нерастворимую форму исходных кубовых красителей.
Другим вариантом удобных в применении водорастворимых красителей «кубовой» природы являются разработанные в СССР в 1980-х годах кубогены. Кубогены представляют собой производные ароматической карбоновой кислоты, которые под действием восстановителей, например ронгалита, превращаются в окрашенные полициклические, нерастворимые в воде соединения. Это превращение проводят непосредственно на волокне при крашении и печати. Образующиеся окраски алых, красных, фиолетовых и синих цветов обладают яркостью, чистотой тона и высокой устойчивостью к свету и мокрым обработкам на уровне лучших кубовых красителей.
При запекании или варке некоторых ароматических соединений (аминов, фенолов, нитросоединений, толуидинов) с серой или с водными растворами сульфида натрия образуются сернистые красители. Сернистые красители не растворимы в воде, но при восстановлении сульфидом натрия в щелочной среде превращаются в водорастворимые лейко-соединения, способные сорбироваться целлюлозным волокном. По окончании процесса крашения лейко-соединения сернистых красителей на волокне окисляются кислородом воздуха с образованием исходной не растворимой формы. Цветовая гамма сернистых красителей ограничена, в основном неяркими жёлтыми, оранжевыми, коричневыми, синими, зелёными и чёрными цветами. Устойчивость окраски к мокрым обработкам и к свету у сернистых красителей высокая. Применяются для крашения хлопчатобумажных, вискозных и пэ/целлюлозных волокон, пряжи и тканей.
Для крашения белковых волокон (шерсти, натурального шёлка), полиамида, а также кожи и бумаги применяются кислотные красители. Они хорошо растворимы в воде, так как содержат сульфо- или карбоксильные группы. Вследствие наличия в макромолекулах белковых волокон амино- и карбоксильных групп, они обладают амфотерными свойствами. В кислой среде анионы кислотных красителей могут сорбироваться на положительно заряженных аминогруппах волокна с образованием ионных связей. Кислотные красители, в зависимости от своего химического строения обладают разной способностью к выравниванию окрасок в условиях крашения. При увеличении сродства красителя к волокну понижается его диффузионная способность и повышается устойчивость окрасок к мокрым обработкам. Соответственно красители с высоким сродством оказываются плохо ровняющими, а с низким сродством — хорошо ровняющими. Для достижения ровных окрасок кислотными красителями в красильную ванну необходимо введение выравнивателей.
В последние десятилетия для крашения шерсти чаще применяются кислотные металлкомплексные красители. Среди них наиболее популярны комплексы хрома (III) состава 1:2, которые стабильны в широком интервале pH и могут окрашивать шерсть и полиамид из нейтральной ванны. Комплексы хрома (III) состава 1:1 устойчивы только при низких pH и могут применяться для крашения шерсти из кислых ванн, что отрицательно сказывается на её свойствах.
При введении иона металла в молекулу красителя наблюдается углубление окраски (батохромный сдвиг) и краситель становится тусклее. Улучшается устойчивость к действию света и окислителей.
Для окрашивания шерсти применяются также протравные красители. Протравные красители — анионные водорастворимые красители, которые сорбируются волокнистым материалом из водных растворов и закрепляются с помощью так называемых протрав — соединений металлов со степенью окисления +3 (обычно Cr, реже Fe, Al) с образованием интенсивно окрашенных внутрикомплексных соединений, устойчивых к различным физико-химическим воздействиям. Благодаря использованию в качестве протравы преимущественно соединений Сr протравные красители часто называют хромовыми.
В качестве протрав используют чаще всего Na2Cr2O7•2H2O или К2Сr2О7. Процесс нанесения протравы или хромирование осуществляют чаще после крашения, однако, иногда во время крашения или до него.
В настоящее время в связи с возросшими требованиями к защите окружающей среды протравные красители, из-за необходимости очистки сточных вод от солей тяжёлых металлов, применяются ограниченно и заменяются на металлсодержащие кислотные красители.
Для крашения гидрофобных волокон, например, полиэфирных, полиамидных и ацетатных, иногда полиакрилонитрильных, применяются дисперсные красители. Это неионные красители, используемые в виде высокодисперсных водных суспензий. Их растворимость в воде, вследствие отсутствия сульфо- и карбоксильных групп, ограничивается несколькими миллиграммами красителя на литр. Молекулы дисперсных красителей имеют небольшие размеры (молярная масса до 500). Это способствует проникновению красителя в результате диффузии вглубь достаточно плотно упакованного синтетического волокна с образованием твёрдого раствора в полимере. Краситель удерживается в волокне силами Ван-дер-Ваальса, либо водородными связями. Дисперсные красители — единственный класс красителей, пригодный для окрашивания полиэфирных и ацетатных волокон. Процесс крашения проводят в присутствии 1-2 г/л неионногенного ПАВ. По периодическому способу полиамидное волокно окрашивают при 98-100°С, полиэфирное — при 130°С под давлением, вследствие более плотной упаковки его макромолекул. Устойчивость окрасок к мокрым обработкам дисперсными красителями на полиамидном волокне довольно низка, на полиэфирном волокне — напротив высокая. В соответствии с этим, например, при крашении смесей хлопок/полиамид используются прямые и дисперсные красители, если требования по прочности окраски не высоки. И, напротив, крашение смесей хлопок/полиэфир, в случае повышенных требований к устойчивости окраски, выполняется активными и дисперсными красителями.
Для крашения полиакрилонитрильного волокна (ПАН-волокна) и некоторых других волокон, содержащих группы СООН или SO3H применяются катионные красители. Они представляют собой соли окрашенных органических катионов с неокрашенными анионами минеральной или карбоновой кислоты. Крашение ПАН-волокон катионными красителями ведут при постепенном нагревании (около 1,5 ч) красильной ванны до температуры, близкой к кипению. Скорость выбирания различных катионных красителей из ванны волокном неодинакова. В случае смесового крашения подбирают красители с близкими значениями этой величины. Наибольшее применение приобрёл непрерывный способ крашения в геле, когда в производстве ПАН-волокон свежеполученные нити («мокрый жгут») в течение нескольких секунд пропускают через красильную ванну при температуре около 50 °С, непрерывно пополняемую раствором красителя. Такая скорость крашения возможна благодаря тому, что волокно находится в гелеобразном, рыхлом состоянии, и раствор красителя свободно проникает в его поры. Окраски на ПАН-волокнах, получаемые с помощью катионных красителей, по сочетанию яркости с устойчивостью к свету и другим воздействиям превосходят окраски, получаемые остальными классами красителей на любых других волокнах. Некоторые катионные красители применяют для окраски кожи, входят в состав чернил и чернильных паст.
Жирорастворимые красители — синтетические красители, хорошо растворимые в неполярных и малополярных органических растворителях. Не растворимы в воде, что обусловлено отсутствием в их молекулах полярных групп: сульфо- и карбоксильных (также как у дисперсных).
Жирорастворимые красители применяют для окрашивания пластмасс, бензинов, искусственных кож, резины, технических. жиров, масел, восков, материалов бытовой химии (мастик, лаков, обувных кремов и другого). Также окрашивают кондитерские изделия, косметические товары.
Ацетонорастворимые красители, синтетические красители, хорошо растворимые в полярных органических растворителях, в том числе в ацетоне. Представляют собой комплексы анионного типа Со или Сr 1:2 с моноазокрасителями. Порошкообразные ацетонорастворимые красители применяют: для крашения в массе химических волокон (например, ацетатных, поливинилхлоридных), формуемых из ацетоновых растворов, а также пластмасс на основе полимеров и сополимеров винилхлорида, феноло-формальдегидных, полиэфирных и эпоксидных смол; в производстве цветных нитролаков, используемых в полиграфической, мебельной, кожевенной и других отраслях промышленности. Жидкие ацетонорастворимые красители, представляющие собой растворы красителей в смесях органических растворителей, применяют для поверхностного крашения и отделки натуральной кожи.
Ацетонорастворимые красители в виде тонкодисперсных порошков применяют для крашения полиамидных волокон и меха.
Спирторастворимые красители — синтетические красители, растворимые в этаноле и других средах, близких к нему по растворяющей способности. К спирторастворимым красителям относятся некоторые металлсодержащие красители, индулины, нигрозины и другие красители, выпускаемые в виде солей с органическим катионом, способствующим растворимости. Применяют спирторастворимые красители для придания окраски нитролакам, пастам для шариковых ручек, некоторым пластмассам и другим веществам.
Отдельно стоят пигменты, хотя они могут быть близки к красителям по структуре и методам получения, но отличаются очень плохой растворимостью в окрашиваемой среде, поэтому они требуют измельчения до размера частиц не более нескольких микрометров. Красящая сила пигментов зависит от размера их частиц и резко возрастает с уменьшением среднего размера частиц дисперсии. Пигменты могут быть органическими и неорганическими.
Для окрашивания изделий из полимерных материалов чаще всего используются в виде суперконцентратов (см. суперконцентраты).

### Классификация красителей по химической структуре
Красители и пигменты имеют разнообразное строение. Однако свыше половины всех красителей можно классифицировать как азокрасители и антрахиноновые красители.
По природе хромофорных групп, можно выделить следующие группы красителей:
- акридиновые красители, производные акридина;
- антрахиноновые красители, производные антрахинона;
- арилметановые красители:
  - диарилметановые красители, основанные на дифенилметане;
  - триарилметановые красители, производные трифенилметана;
- азокрасители, основанные на группе -N=N-;
  - судановые красители;
- цианиновые красители, имеющие в составе метиновые цепи =CH-;
- диазонидные красители, производные солей диазония;
- нитрокрасители, основанные на -NO2 нитрогруппе;
- нитрозо красители, основанные на -N=O нитрозной группе;
- фталоцианиновые красители, производные фталоцианина;
- хинон-иминовые красители, производные хинона;
  - азиновые красители:
    - юрходиновые красители ;
    - сафраниновые красители, производные сафранина;

  - индамины;
  - индофеноловые красители, производные индофенола;
  - оксазиновые красители, производные оксазина;
  - оксазоновые красители, производные оксазона;
  - тиазиновые красители, производные тиазина;
- тиазоловые красители, производные тиазола;
- ксантеновые красители, производные ксантена;
  - флуореновые красители, производные флуорена:
    - пирониновые красители, основанные на пиронине;

  - флуороновые красители, основанные на флуороне:
    - родаминовые красители, производные родамина.

## Методы испытаний устойчивости окраски[7]
Текстильные материалы, окрашенные красителями, с целью оценки устойчивости окраски подвергаются физико-химическим испытаниям. Испытания проводятся в интенсивности окраски, соответствующей стандартному тону (подбирается по шкалам стандартного тона) и оцениваются по шкалам синих и серых эталонов. Шкалы синих эталонов применяются для оценки светостойкости красителей.
Шкалы серых эталонов используются для определения результатов остальных испытаний.
Шкала синих эталонов представляет собой комплект из восьми полосок шерстяной ткани, окрашенных индивидуальными красителями с разной степенью устойчивости к свету. Шкала синих эталонов позволяет оценивать светостойкость красителей в баллах от 1 до 8, где 1 балл означает самую низкую светостойкость, а 8 баллов — высшую.
Шкалы серых эталонов позволяют оценивать устойчивость окрасок в пределах от 1 до 5 баллов, из которых балл 1 означает низшую, а балл 5 — высшую степень устойчивости окраски.
Шкала серых эталонов для определения изменений первоначальной окраски в результате испытаний — это 5 или 9 пар полосок нейтрального серого цвета. Обе полоски первой пары идентичны по цвету и контраст между ними равен нулю. Они означают устойчивость окраски в 5 баллов.
Оценки от 4 до 1 балла представлены двумя полосками, одна из которых идентична полоскам в 5 балла, а другие более светлые с увеличивающейся контрастностью.
Шкала для определения степени закрашивания белых материалов состоит из пяти или девяти пар полос, позволяющих оценивать закрашивание от 5 до 1 балла.
Оценка в 5 баллов означает высшую степень устойчивости окраски и представлена двумя полосками белого цвета, контраст между которыми равен нулю.
Оценки от 4 до 1 балла представлены в виде двух полосок, одна из которых белого цвета, идентичная полоскам в 5 баллов, вторые полоски — серого цвета с увеличивающейся контрастностью.
Для испытаний приготовляют рабочую пробу. Из подлежащих испытанию ткани или трикотажа вырезают пробу 10х4 см, помещают её между двумя смежными тканями, одна из которых из того же материала, что испытуемая проба, а другая — из волокна, указанного в конкретном методе испытаний и прошивают намёточным швом. ГОСТ 9733-0.83.
Наиболее важными испытаниями являются следующие.
Испытания устойчивости к свету в условиях искусственного освещения. Метод основан на воздействии света ксеноновой лампы в определённых условиях на испытуемые окрашенные образцы вместе с восемью синими эталонами. ГОСТ 9733-3.83.
Испытания устойчивости к дневному свету. Пробу вместе с синими эталонами подвергают при определённых условиях воздействию дневного света. Устойчивость окраски оценивают путём сравнения изменения окраски пробы с изменением окраски синих эталонов. ГОСТ 9733-1-91.
Краситель относят к светопрочным при светостойкости выше 4-х баллов, в противном случае краситель относят к не светопрочным.
Испытания устойчивости к дистиллированной воде. Метод основан на погружении испытуемых проб вместе с пробами неокрашенных тканей в дистиллированную воду и выдерживании их при определённом давлении, температуре и времени в аппарате для испытаний. ГОСТ 9733.5-83.
Испытания устойчивости к «поту». Методы основаны на обработке испытуемой пробы вместе с пробами неокрашенных смежных тканей растворами, содержащими гистидин с поваренной солью или поваренную соль при определённых условиях. ГОСТ 9733-6.83.
Испытания устойчивости к стиркам. Метод основан на механическом перемешивании рабочей пробы вместе со смежными тканями в стиральных растворах при определённых температуре и времени. ГОСТ 9733.4-83.
Испытания устойчивости к трению. Метод основан на закрашивании сухой или мокрой ткани при трении о сухой испытуемый образец. ГОСТ 9733.27-83.
Испытания устойчивости к глажению. Метод основан на воздействии определённых температуры, давления и времени на окрашенную пробу в условиях сухого глажения, глажения с запариванием и влажного глажения. ГОСТ 9733.7-83.
Испытания устойчивости к органическим растворителям. Метод основан на обработке испытуемой рабочей составной пробы органическим растворителем, применяемым при химической чистке. ГОСТ 9733-13.83.

## Теория цветности[8]
В 1876 году О. Витт сформулировал хромофорно-ауксохромную теорию цветности, согласно которой красители состоят из ненасыщенных функциональных групп (хромофоров) и солеобразующих групп (ауксохромов), причём последние усиливают окраску и придают молекуле способность окрашивать. Типичными хромофорами являются этиленовая -СН=СН-, карбонильная >С=О, азо -N=N-, нитро -NO2, нитрозо -N=O группы, а гидрокси -ОН, амино -NH2 и меркапто -SH группы — ауксохромы. Хромофорно-ауксохромная теория хотя и внесла ощутимый вклад в развитие химии красителей, однако она рассматривала молекулу окрашенного вещества при взаимодействии со светом как нечто неизменное. Кроме того, согласно этой теории наличие окраски вещества сводится к присутствию хромофорных и ауксохромных групп. Остальная часть молекулы рассматривается как пассивный носитель этих групп.
Согласно современной электронной теории цветности органических соединений, разработанной в трудах В. А. Измаильского (с 1913 года), Адамса, Розенштейна (1914 года), Льюиса (1916 года), Дилтея, Визингера (1928 года) и других учёных, способность поглощать свет определяется наличием достаточно длинной цепочки сопряжённых двойных связей и присоединённых к ней электронодонорных (поставляющих электроны) и электроноакцепторных (принимающих электроны) заместителей. Цвет красителя зависит от энергии возбуждения, необходимой для перевода молекулы из основного состояния в возбуждённое. Вещество становится визуально окрашенным, если оно поглощает порции энергии от 158 до 300 КДж/моль.
В молекулах насыщенных углеводородов имеются только связи С-Н и С-С. Такие молекулы переходят в возбуждённое состояние от порции энергии более 800 КДж/моль, которая соответствует дальней ультрафиолетовой части спектра. По этой причине они бесцветны.
В молекулах ненасыщенных углеводородов электроны, образующие двойные связи более делокализованы, так как испытывают меньшее притягивающее действие со стороны атомных ядер, и в этом случае энергия возбуждения таких молекул оказывается меньше.
В молекулах с сопряжёнными двойными связями образуется единое электронное облако, степень делокализации электронов увеличивается, и энергия возбуждения молекулы снижается. По мере удлинения сопряжённой цепочки связей для перехода молекулы в возбуждённое состояние требуется всё меньше энергии, и поглощение смещается в длинноволновую область.
В химии красителей большую роль играют ароматические и гетероциклические соединения с замкнутыми системами сопряжённых двойных связей. Здесь облака электронов перекрываются и образуют единое электронное облако, в результате влияния которого также снижается энергия возбуждения молекулы, и поглощение света переходит в более длинноволновую область. Возникает окраска.
Введение в молекулу с сопряженными двойными связями поляризующих заместителей (электронодонорных и электроноакцепторных) приводит к смещению электронов, к появлению на концах молекулы положительного и отрицательного зарядов. Электронодонорные заместители отдают свои электроны в сопряжённую систему, а электроноакцепторные притягивают на себя электроны сопряжённой системы, и создают их постоянное смещение. В результате и в первом и во втором случае энергия возбуждения уменьшается, и поглощение света перемещается в длинноволновую область.
Свой вклад в изменение цвета красителей вносит также ионизация их молекул в щелочной или в кислой среде, а также комплексообразование металлами.

## Цветовой индекс
C.I. (color index number) — цветовой индекс или колор-индекс, международная система обозначения красителей. Многотомный справочник, созданный и обновляемый Британским обществом красильщиков и колористов (society of dyers and colorists, SDC), а также Американской ассоциацией химиков и колористов (american association of chemists and colorists, AATCC), издаётся с 1925 года. В настоящее время публикуется в интернете. Каждому химическому веществу, которое используется в качестве красителя, присваивается пятизначный номер строго в соответствии с «colour index generic names» и «colour index constitution numbers». Этот номер является уникальным для каждого красителя и пигмента.
Основная информация, которую содержит в себе С.І.:
- тип красителя: прямые (direct), кислотные (acid), активные (reactive), основные (mordant), сернистые (sulfur), кубовые (vat), дисперсные (disperse), пигменты (pigment) и другие;
- цвет: фиолетовый (violet), синий (blue), зеленый (green), жёлтый (yellow), оранжевый (orange), красный (red), коричневый (brown) и чёрный (black);
- структурная формула;
- метод получения.

Группируют номера CI в зависимости от химической структуры красителя. Например:
- 11000-19999 — моноазокрасители;
- 20000-29999 — бисазокрасители;
- 58000-72999 — антрахиноновые красители;
- 74000-74999 — фталоцианиновые красители;
- 77000-77999 — неорганические пигменты.

Примеры:
- «C.I. 17757 Reactive orange 16»;
- «C.I. 35435 Direct black 22».